# Halkær Mølle Naturcenter
Halkær Mølle Naturcenter ligger 9 km syd for Nibe ved den gendannede Halkær Sø 1 km sydøst for Halkær Ås udløb i Halkær Bredning.
Centret ejes af Naturstyrelsen og er museum og formidlingscenter for egnens natur- og kulturhistorie. Centret drives af Aalborg Kommune og har tilknyttet naturvejleder.
Den stråtækte vandmølle i bindingsværk fra 1664 fungerer med vand fra en dam lige oven for centret. Møllen omtales første gang i 1533 under navnet Tornbæk Mølle.
Naturcentret består desuden af tilliggende avlsbygninger, der antagelig er opført i 1700-tallet, og et stuehus fra 1882, der er udlejet til privat beboelse. Men i de øvrige bygninger er der indretttet naturskole og udstilling, som altid er åben.